# División Intermedia 2021
El campeonato de la División Intermedia 2021, fue la 103.ª edición del campeonato de Segunda División y la 24.ª edición de la División Intermedia, desde la creación de la misma en 1997. Es organizado por la Asociación Paraguaya de Fútbol contando con la participación excepcional de 18 clubes. Esta edición marca el retorno de la disputa del certamen luego de más de 1 año, ya que la edición pasada no se pudo jugar debido a la pandemia de coronavirus.
Los equipos nuevos en la categoría fueron los ascendidos de 2019, Sportivo Ameliano de Asunción, campeón de la Primera División B; Tacuary de Asunción, subcampeón de la Primera División B y Guaraní de Trinidad, campeón de la Primera División B Nacional. Así también los clubes Deportivo Capiatá de Capiatá y Deportivo Santaní de San Estanislao, descendidos de la Primera División de 2019 y General Díaz de Luque y San Lorenzo, descendidos de la Primera División de 2020.

Además, al Pastoreo FC, campeón del Campeonato Nacional de Interligas 2019-20, el Consejo Ejecutivo le postergó su participación para el 2022.
El campeonato inició el 9 de abril mientras que la fecha de finalización fue el 26 de octubre.
El club General Caballero JLM logró el ascenso en la fecha 29 del campeonato y se consagró campeón en la fecha 30. El club Resistencia logró quedarse con el segundo cupo en la fecha 32 y se consagró vicecampeón en la fecha 34. Tacuary logró quedarse con el último cupo de ascenso en la última fecha. Sportivo Ameliano quedó cuarto en la última fecha por lo que definió el ascenso con Sportivo Luqueño el penúltimo en la tabla de promedios de la Primera División de Paraguay y consiguió ascender por primera vez en su historia. Al otro extremo el club General Díaz perdió la categoría en la fecha 29, en la fecha 31 descendió Fulgencio Yegros y el Deportivo Capiatá descendió en la última fecha.

## Ascensos y descensos

### Nuevos equipos en la categoría
| Pos | Descendidos de la Primera División 2019 |
| --- | --------------------------------------- |
| 11º | Deportivo Capiatá                       |
| 12º | Deportivo Santaní                       |

| Pos | Descendidos de la Primera División 2020 |
| --- | --------------------------------------- |
| 11º | San Lorenzo                             |
| 12º | General Díaz                            |

| Pos | Ascendido de la Primera División B Nacional |
| --- | ------------------------------------------- |
| 1º  | Guaraní (Trinidad)                          |

| Pos | Ascendidos de la Primera División B |
| --- | ----------------------------------- |
| 1º  | Sportivo Ameliano                   |
| 2º  | Tacuary                             |

## Producto de la clasificación
- El torneo consagrará al campeón número 24.° en la historia de la División Intermedia (desde su creación en 1997) y al 103.° ganador de la Segunda División. Además, el campeón de esta edición del torneo clasificará a la Copa Sudamericana 2022.[4]

- Los tres primeros de esta temporada ascenderán a la Primera División, mientras el que culmine cuarto jugará una promoción contra el penúltimo de la Primera División, según la tabla de promedios.

- Los clubes que finalicen en las tres últimas posiciones en la tabla de promedios descenderán, los clubes que se encuentren como máximo a 50 km de Asunción lo harán a la Primera División B mientras que los clubes de las otras regiones, a la Primera División B Nacional.

## Distribución geográfica de los clubes
| Distrito capital/Departamento | Cantidad | Equipos                                                                                       |
| ----------------------------- | -------- | --------------------------------------------------------------------------------------------- |
| Asunción                      | 7        | Ameliano, Tacuary, Resistencia, Fernando de la Mora, Rubio Ñu, Trinidense e Independiente.    |
| Departamento Central          | 5        | Deportivo Capiatá, Fulgencio Yegros (Ñemby), Iteño (Itá), General Díaz (Luque) y San Lorenzo. |
| Departamento de Alto Paraná   | 2        | General Caballero (Juan León Mallorquín) y Atl. 3 de Febrero (Ciudad del Este).               |
| Departamento de San Pedro     | 1        | Deportivo Santaní (San Estanislao).                                                           |
| Departamento Amambay          | 1        | Spvo. 2 de Mayo (Pedro Juan Caballero).                                                       |
| Departamento de Cordillera    | 1        | Atyrá.                                                                                        |
| Departamento de Itapúa        | 1        | Guaraní (Trinidad).                                                                           |

## Equipos participantes
| Equipo                | Ciudad               | Estadio                    | Capacidad |
| Atlético 3 de Febrero | Ciudad del Este      | Antonio Aranda             | 28.000    |
| Atyrá F.C.            | Atyrá                | San Francisco de Asís      | 10.000    |
| Deportivo Capiatá     | Capiatá              | Lic. Erico Galeano Segovia | 15.000    |
| Deportivo Santaní     | San Estanislao       | Juan José Vázquez          | 4.928     |
| Fernando de la Mora   | Asunción             | Emiliano Ghezzi            | 6.000     |
| Fulgencio Yegros      | Ñemby                | Parque Fulgencio Yegros    | 1.000     |
| General Caballero     | Juan León Mallorquín | Ka'arendy                  | 3.000     |
| General Díaz          | Luque                | General Adrián Jara        | 4.000     |
| Guaraní F.B.C.        | Trinidad             | Los Fundadores             | 5.200     |
| Independiente F.B.C.  | Asunción             | Ricardo Gregor             | 4.000     |
| Resistencia S.C.      | Asunción             | Tomás Beggan Correa        | 3.500     |
| Rubio Ñu              | Asunción             | La Arboleda                | 8.000     |
| Sportivo 2 de Mayo    | Pedro Juan Caballero | Río Parapití               | 25.000    |
| Sportivo Ameliano     | Asunción             | José Tomás Silva           | 1.000     |
| Sportivo Iteño        | Itá                  | Salvador Morga             | 4.500     |
| Sportivo San Lorenzo  | San Lorenzo          | Gunther Vogel              | 5.000     |
| Sportivo Trinidense   | Asunción             | Martín Torres              | 3.000     |
| Tacuary F.B.C.        | Asunción             | Toribio Vargas             | 3.000     |
| --------------------- | -------------------- | -------------------------- | --------- |

## Clasificación
| Pos. | Equipo                         | Pts. | PJ | G  | E  | P  | GF | GC | Dif. | Clasificación 2022                                             |
| ---- | ------------------------------ | ---- | -- | -- | -- | -- | -- | -- | ---- | -------------------------------------------------------------- |
| 1    | General Caballero (JLM) (A, C) | 73   | 34 | 22 | 7  | 5  | 67 | 31 | +36  | Asciende a Primera División y clasifica a la Copa Sudamericana |
| 2    | Resistencia (A)                | 61   | 34 | 16 | 13 | 5  | 44 | 22 | +22  | Ascienden a Primera División                                   |
| 3    | Tacuary (A)                    | 57   | 34 | 16 | 9  | 9  | 54 | 44 | +10  | Ascienden a Primera División                                   |
| 4    | Sportivo Ameliano              | 56   | 34 | 16 | 8  | 10 | 51 | 37 | +14  | Play-off por el ascenso                                        |
| 5    | Sportivo San Lorenzo           | 53   | 34 | 14 | 11 | 9  | 60 | 44 | +16  |                                                                |
| 6    | Sportivo Trinidense            | 52   | 34 | 14 | 10 | 10 | 48 | 48 | 0    |                                                                |
| 7    | Independiente (CG)             | 51   | 34 | 14 | 9  | 11 | 38 | 30 | +8   |                                                                |
| 8    | Atlético 3 de Febrero          | 48   | 34 | 11 | 15 | 8  | 48 | 44 | +4   |                                                                |
| 9    | Fernando de la Mora            | 45   | 34 | 10 | 15 | 9  | 40 | 36 | +4   |                                                                |
| 10   | Atyrá                          | 43   | 34 | 10 | 13 | 11 | 47 | 45 | +2   |                                                                |
| 11   | Guaraní (Trinidad)             | 41   | 34 | 10 | 11 | 13 | 34 | 37 | −3   |                                                                |
| 12   | Deportivo Santaní              | 41   | 34 | 9  | 14 | 11 | 38 | 42 | −4   |                                                                |
| 13   | Rubio Ñu                       | 39   | 34 | 9  | 12 | 13 | 34 | 44 | −10  |                                                                |
| 14   | Deportivo Capiatá (D)          | 39   | 34 | 8  | 15 | 11 | 34 | 47 | −13  |                                                                |
| 15   | Sportivo Iteño                 | 39   | 34 | 8  | 15 | 11 | 26 | 39 | −13  |                                                                |
| 16   | Sportivo 2 de Mayo             | 36   | 34 | 9  | 9  | 16 | 39 | 55 | −16  |                                                                |
| 17   | General Díaz (D)               | 24   | 34 | 6  | 6  | 22 | 25 | 53 | −28  |                                                                |
| 18   | Fulgencio Yegros (D)           | 21   | 34 | 5  | 6  | 23 | 25 | 54 | −29  |                                                                |

 Fuente: APF

## Fixture
- Los horarios son correspondientes a la hora local de verano (UTC-3) y horario estándar (UTC-4), Asunción, Paraguay.

### Primera vuelta
| 2 de Mayo           | 0 - 0 | Guaraní (Trinidad)    | Río Parapití          | 9 de abril  | 15:00 |
| 3 de Febrero        | 1 - 1 | Fulgencio Yegros      | Antonio Aranda        | 9 de abril  | 19:00 |
| Fernando de la Mora | 2 - 2 | San Lorenzo           | Emiliano Ghezzi       | 10 de abril | 10:00 |
| Sportivo Trinidense | 1 - 1 | Deportivo Santaní     | Martín Torres         | 10 de abril | 10:00 |
| Tacuary             | 0 - 0 | Sportivo Iteño        | Roque Battilana       | 10 de abril | 10:00 |
| Sportivo Ameliano   | 0 - 2 | General Caballero JLM | Roque Battilana       | 11 de abril | 8:00  |
| Resistencia         | 1 - 0 | General Díaz          | Tomás Beggan Correa   | 11 de abril | 10:00 |
| Atyrá               | 0 - 0 | Rubio Ñu              | San Francisco de Asís | 11 de abril | 10:00 |
| Deportivo Capiatá   | 0 - 3 | Independiente CG      | Erico Galeano         | 12 de abril | 19:00 |

| General Caballero JLM | 4 - 1 | Tacuary             | Ka'arendy               | 16 de abril | 15:00 |
| 3 de Febrero          | 2 - 2 | Deportivo Capiatá   | Antonio Aranda          | 17 de abril | 10:00 |
| Rubio Ñu              | 2 - 2 | Sportivo Trinidense | La Arboleda             | 17 de abril | 10:00 |
| Guaraní (Trinidad)    | 0 - 0 | Fernando de la Mora | Los Fundadores          | 17 de abril | 10:00 |
| Deportivo Santaní     | 0 - 0 | 2 de Mayo           | Juan José Vázquez       | 18 de abril | 10:00 |
| San Lorenzo           | 1 - 1 | Resistencia         | Gunther Vogel           | 18 de abril | 10:00 |
| Sportivo Iteño        | 0 - 1 | Atyrá               | Salvador Morga          | 18 de abril | 15:00 |
| Fulgencio Yegros      | 2 - 1 | Sportivo Ameliano   | Parque Fulgencio Yegros | 18 de abril | 15:00 |
| General Díaz          | 0 - 2 | Independiente CG    | Adrián Jara             | 19 de abril | 19:00 |

| Independiente CG    | 0 - 1 | San Lorenzo           | Ricardo Gregor        | 23 de abril | 19:00 |
| Sportivo Ameliano   | 3 - 3 | 3 de Febrero          | Roque Battilana       | 24 de abril | 8:00  |
| Fernando de la Mora | 0 - 0 | Deportivo Santaní     | Emiliano Ghezzi       | 24 de abril | 10:00 |
| Sportivo Trinidense | 0 - 0 | Sportivo Iteño        | Martín Torres         | 24 de abril | 10:00 |
| 2 de Mayo           | 1 - 0 | Rubio Ñu              | Río Parapití          | 24 de abril | 15:00 |
| Resistencia         | 1 - 2 | Guaraní (Trinidad)    | Tomás Beggan Correa   | 24 de abril | 15:00 |
| Tacuary             | 3 - 1 | Fulgencio Yegros      | Roque Battilana       | 25 de abril | 10:00 |
| Atyrá               | 0 - 1 | General Caballero JLM | San Francisco de Asís | 25 de abril | 10:00 |
| Deportivo Capiatá   | 4 - 1 | General Díaz          | Erico Galeano         | 26 de abril | 17:00 |

| Deportivo Santaní     | 0 - 3 | Resistencia         | Juan José Vázquez       | 27 de abril | 15:00 |
| Sportivo Iteño        | 1 - 1 | 2 de Mayo           | Salvador Morga          | 27 de abril | 15:00 |
| General Caballero JLM | 2 - 0 | Sportivo Trinidense | Ka'arendy               | 28 de abril | 10:00 |
| Rubio Ñu              | 2 - 1 | Fernando de la Mora | La Arboleda             | 28 de abril | 15:00 |
| Guaraní (Trinidad)    | 0 - 1 | Independiente CG    | Los Fundadores          | 28 de abril | 15:00 |
| 3 de Febrero          | 3 - 0 | Tacuary             | Antonio Aranda          | 28 de abril | 17:00 |
| Fulgencio Yegros      | 0 - 1 | Atyrá               | Parque Fulgencio Yegros | 29 de abril | 15:00 |
| Sportivo Ameliano     | 1 - 0 | Deportivo Capiatá   | Adrián Jara             | 29 de abril | 17:00 |
| San Lorenzo           | 1 - 0 | General Díaz        | Gunther Vogel           | 29 de abril | 17:00 |

| 2 de Mayo           | 3 - 1 | General Caballero JLM | Río Parapití          | 1 de mayo | 10:00 |
| Fernando de la Mora | 0 - 1 | Sportivo Iteño        | Emiliano Ghezzi       | 1 de mayo | 15:00 |
| Resistencia         | 1 - 0 | Rubio Ñu              | Tomás Beggan Correa   | 2 de mayo | 10:00 |
| Independiente CG    | 2 - 1 | Deportivo Santaní     | Ricardo Gregor        | 2 de mayo | 10:00 |
| Sportivo Trinidense | 3 - 1 | Fulgencio Yegros      | Martín Torres         | 2 de mayo | 15:00 |
| Atyrá               | 2 - 0 | 3 de Febrero          | San Francisco de Asís | 2 de mayo | 15:00 |
| Tacuary             | 1 - 2 | Sportivo Ameliano     | Adrián Jara           | 2 de mayo | 17:00 |
| General Díaz        | 0 - 2 | Guaraní (Trinidad)    | Adrián Jara           | 3 de mayo | 15:00 |
| Deportivo Capiatá   | 2 - 3 | San Lorenzo           | Erico Galeano         | 3 de mayo | 17:00 |

| General Caballero JLM | 2 - 0 | Fernando de la Mora | Ka'arendy               | 7 de mayo  | 15:00 |
| Fulgencio Yegros      | 2 - 1 | 2 de Mayo           | Parque Fulgencio Yegros | 8 de mayo  | 10:00 |
| 3 de Febrero          | 2 - 1 | Sportivo Trinidense | Antonio Aranda          | 8 de mayo  | 10:00 |
| Guaraní (Trinidad)    | 2 - 1 | San Lorenzo         | Los Fundadores          | 8 de mayo  | 10:00 |
| Sportivo Ameliano     | 1 - 1 | Atyrá               | Roque Battilana         | 8 de mayo  | 10:00 |
| Tacuary               | 0 - 0 | Deportivo Capiatá   | Roque Battilana         | 9 de mayo  | 10:00 |
| Deportivo Santaní     | 2 - 0 | General Díaz        | Juan José Vázquez       | 9 de mayo  | 10:00 |
| Sportivo Iteño        | 1 - 1 | Resistencia         | Salvador Morga          | 9 de mayo  | 10:00 |
| Rubio Ñu              | 1 - 0 | Independiente CG    | La Arboleda             | 10 de mayo | 15:00 |

| San Lorenzo         | 1 - 1 | Deportivo Santaní     | Gunther Vogel         | 14 de mayo | 17:00 |
| General Díaz        | 1 - 0 | Rubio Ñu              | Adrián Jara           | 15 de mayo | 10:00 |
| Fernando de la Mora | 0 - 0 | Fulgencio Yegros      | Emiliano Ghezzi       | 15 de mayo | 10:00 |
| 2 de Mayo           | 3 - 4 | 3 de Febrero          | Río Parapití          | 15 de mayo | 10:00 |
| Deportivo Capiatá   | 1 - 1 | Guaraní (Trinidad)    | Erico Galeano         | 16 de mayo | 10:00 |
| Resistencia         | 1 - 1 | General Caballero JLM | Tomás Beggan Correa   | 16 de mayo | 10:00 |
| Sportivo Trinidense | 2 - 1 | Sportivo Ameliano     | Martín Torres         | 16 de mayo | 10:00 |
| Atyrá               | 1 - 2 | Tacuary               | San Francisco de Asís | 16 de mayo | 15:00 |
| Independiente CG    | 3 - 0 | Sportivo Iteño        | Ricardo Gregor        | 17 de mayo | 17:00 |

| Rubio Ñu              | 3 - 2 | San Lorenzo         | La Arboleda             | 21 de mayo | 15:00 |
| Sportivo Iteño        | 0 - 0 | General Díaz        | Salvador Morga          | 21 de mayo | 15:00 |
| Atyrá                 | 4 - 1 | Deportivo Capiatá   | San Francisco de Asís   | 22 de mayo | 10:00 |
| Tacuary               | 2 - 1 | Sportivo Trinidense | Roque Battilana         | 22 de mayo | 10:00 |
| 3 de Febrero          | 1 - 1 | Fernando de la Mora | Antonio Aranda          | 22 de mayo | 10:00 |
| General Caballero JLM | 0 - 0 | Independiente CG    | Ka'arendy               | 22 de mayo | 10:00 |
| Deportivo Santaní     | 3 - 1 | Guaraní (Trinidad)  | Juan José Vázquez       | 22 de mayo | 15:00 |
| Sportivo Ameliano     | 3 - 1 | 2 de Mayo           | Adrián Jara             | 23 de mayo | 10:00 |
| Fulgencio Yegros      | 0 - 1 | Resistencia         | Parque Fulgencio Yegros | 23 de mayo | 10:30 |

| General Díaz        | 2 - 0 | General Caballero JLM | Adrián Jara         | 25 de mayo | 10:00 |
| San Lorenzo         | 1 - 1 | Sportivo Iteño        | Gunther Vogel       | 25 de mayo | 15:00 |
| Deportivo Capiatá   | 1 - 1 | Deportivo Santaní     | Erico Galeano       | 26 de mayo | 10:00 |
| Guaraní (Trinidad)  | 0 - 1 | Rubio Ñu              | Los Fundadores      | 26 de mayo | 10:00 |
| Fernando de la Mora | 1 - 3 | Sportivo Ameliano     | Emiliano Ghezzi     | 26 de mayo | 10:00 |
| 2 de Mayo           | 0 - 1 | Tacuary               | Río Parapití        | 26 de mayo | 10:00 |
| Sportivo Trinidense | 2 - 1 | Atyrá                 | Martín Torres       | 26 de mayo | 10:00 |
| Resistencia         | 0 - 0 | 3 de Febrero          | Tomás Beggan Correa | 26 de mayo | 15:00 |
| Independiente CG    | 2 - 1 | Fulgencio Yegros      | Ricardo Gregor      | 27 de mayo | 10:00 |

| Sportivo Trinidense   | 2 - 1 | Deportivo Capiatá   | Martín Torres           | 29 de mayo | 10:00 |
| Atyrá                 | 2 - 2 | 2 de Mayo           | San Francisco de Asís   | 29 de mayo | 10:00 |
| Tacuary               | 0 - 2 | Fernando de la Mora | Roque Battilana         | 30 de mayo | 10:00 |
| Sportivo Ameliano     | 2 - 0 | Resistencia         | Adrián Jara             | 30 de mayo | 10:00 |
| Fulgencio Yegros      | 0 - 0 | General Díaz        | Parque Fulgencio Yegros | 30 de mayo | 10:00 |
| General Caballero JLM | 2 - 1 | San Lorenzo         | Ka'arendy               | 30 de mayo | 10:00 |
| Sportivo Iteño        | 1 - 0 | Guaraní (Trinidad)  | Salvador Morga          | 30 de mayo | 10:00 |
| 3 de Febrero          | 0 - 0 | Independiente CG    | Antonio Aranda          | 30 de mayo | 15:00 |
| Rubio Ñu              | 1 - 0 | Deportivo Santaní   | La Arboleda             | 31 de mayo | 15:00 |

| San Lorenzo         | 2 - 0 | Fulgencio Yegros      | Gunther Vogel     | 4 de junio | 19:00 |
| Guaraní (Trinidad)  | 1 - 1 | General Caballero JLM | Los Fundadores    | 5 de junio | 10:00 |
| Independiente CG    | 1 - 1 | Sportivo Ameliano     | Ricardo Gregor    | 5 de junio | 10:00 |
| Fernando de la Mora | 1 - 1 | Atyrá                 | Emiliano Ghezzi   | 5 de junio | 10:00 |
| Deportivo Capiatá   | 3 - 3 | Rubio Ñu              | Erico Galeano     | 6 de junio | 10:00 |
| Resistencia         | 1 - 0 | Tacuary               | River Plate       | 6 de junio | 10:00 |
| 2 de Mayo           | 4 - 0 | Sportivo Trinidense   | Río Parapití      | 6 de junio | 10:00 |
| Deportivo Santaní   | 2 - 2 | Sportivo Iteño        | Juan José Vázquez | 6 de junio | 15:00 |
| General Díaz        | 1 - 3 | 3 de Febrero          | Adrián Jara       | 7 de junio | 15:00 |

| 3 de Febrero          | 2 - 2 | San Lorenzo         | Antonio Aranda          | 11 de junio | 19:00 |
| Sportivo Ameliano     | 4 - 1 | General Díaz        | Ricardo Gregor          | 12 de junio | 10:00 |
| General Caballero JLM | 5 - 2 | Deportivo Santaní   | Ka'arendy               | 12 de junio | 15:00 |
| 2 de Mayo             | 0 - 0 | Deportivo Capiatá   | Río Parapití            | 13 de junio | 10:00 |
| Sportivo Trinidense   | 1 - 1 | Fernando de la Mora | Martín Torres           | 13 de junio | 10:00 |
| Tacuary               | 1 - 3 | Independiente CG    | Roque Battilana         | 13 de junio | 10:00 |
| Fulgencio Yegros      | 1 - 2 | Guaraní (Trinidad)  | Parque Fulgencio Yegros | 13 de junio | 10:00 |
| Sportivo Iteño        | 0 - 0 | Rubio Ñu            | Salvador Morga          | 13 de junio | 10:00 |
| Atyrá                 | 1 - 1 | Resistencia         | San Francisco de Asís   | 13 de junio | 15:00 |

| Independiente CG    | 2 - 4 | Atyrá                 | Ricardo Gregor      | 17 de junio | 15:00 |
| Deportivo Capiatá   | 1 - 1 | Sportivo Iteño        | Erico Galeano       | 18 de junio | 14:45 |
| Deportivo Santaní   | 1 - 1 | Fulgencio Yegros      | Juan José Vázquez   | 18 de junio | 15:00 |
| Guaraní (Trinidad)  | 0 - 0 | 3 de Febrero          | Los Fundadores      | 18 de junio | 15:00 |
| Fernando de la Mora | 3 - 1 | 2 de Mayo             | Emiliano Ghezzi     | 18 de junio | 15:00 |
| Resistencia         | 2 - 1 | Sportivo Trinidense   | Tomás Beggan Correa | 18 de junio | 16:45 |
| General Díaz        | 2 - 2 | Tacuary               | Adrián Jara         | 19 de junio | 10:00 |
| San Lorenzo         | 2 - 0 | Sportivo Ameliano     | Gunther Vogel       | 19 de junio | 15:00 |
| Rubio Ñu            | 2 - 2 | General Caballero JLM | La Arboleda         | 19 de junio | 15:00 |

| 2 de Mayo             | 1 - 0 | Resistencia        | Río Parapití            | 22 de junio | 10:00 |
| Fernando de la Mora   | 1 - 0 | Deportivo Capiatá  | Emiliano Ghezzi         | 22 de junio | 15:00 |
| Atyrá                 | 2 - 1 | General Díaz       | San Francisco de Asís   | 23 de junio | 9:30  |
| Tacuary               | 1 - 1 | San Lorenzo        | Roque Battilana         | 23 de junio | 9:30  |
| Sportivo Ameliano     | 0 - 3 | Guaraní (Trinidad) | La Arboleda             | 23 de junio | 10:00 |
| 3 de Febrero          | 0 - 2 | Deportivo Santaní  | Antonio Aranda          | 23 de junio | 10:00 |
| Fulgencio Yegros      | 0 - 3 | Rubio Ñu           | Parque Fulgencio Yegros | 23 de junio | 10:00 |
| General Caballero JLM | 3 - 0 | Sportivo Iteño     | Ka'arendy               | 23 de junio | 10:00 |
| Sportivo Trinidense   | 1 - 1 | Independiente CG   | Martín Torres           | 24 de junio | 15:00 |

| Deportivo Capiatá  | 1 - 3 | General Caballero JLM | Erico Galeano       | 26 de junio | 9:30  |
| Resistencia        | 2 - 2 | Fernando de la Mora   | Tomás Beggan Correa | 26 de junio | 9:30  |
| Rubio Ñu           | 2 - 0 | 3 de Febrero          | La Arboleda         | 27 de junio | 9:30  |
| San Lorenzo        | 1 - 1 | Atyrá                 | Gunther Vogel       | 27 de junio | 9:30  |
| Sportivo Iteño     | 1 - 0 | Fulgencio Yegros      | Salvador Morga      | 27 de junio | 10:00 |
| Deportivo Santaní  | 1 - 4 | Sportivo Ameliano     | Juan José Vázquez   | 27 de junio | 10:00 |
| Guaraní (Trinidad) | 1 - 2 | Tacuary               | Los Fundadores      | 27 de junio | 15:00 |
| Independiente CG   | 3 - 1 | 2 de Mayo             | Ricardo Gregor      | 27 de junio | 17:00 |
| General Díaz       | 0 - 2 | Sportivo Trinidense   | Adrián Jara         | 28 de junio | 15:00 |

| 2 de Mayo           | 0 - 3 | General Díaz          | Río Parapití            | 2 de julio | 14:45 |
| Sportivo Trinidense | 0 - 3 | San Lorenzo           | Martín Torres           | 3 de julio | 9:30  |
| Fernando de la Mora | 1 - 0 | Independiente CG      | Emiliano Ghezzi         | 3 de julio | 9:30  |
| 3 de Febrero        | 0 - 1 | Sportivo Iteño        | Antonio Aranda          | 3 de julio | 14:45 |
| Fulgencio Yegros    | 1 - 3 | General Caballero JLM | Parque Fulgencio Yegros | 4 de julio | 10:00 |
| Atyrá               | 2 - 2 | Guaraní (Trinidad)    | San Francisco de Asís   | 4 de julio | 10:00 |
| Tacuary             | 0 - 0 | Deportivo Santaní     | Roque Battilana         | 4 de julio | 10:00 |
| Resistencia         | 0 - 1 | Deportivo Capiatá     | Tomás Beggan Correa     | 4 de julio | 17:00 |
| Sportivo Ameliano   | 1 - 0 | Rubio Ñu              | Ricardo Gregor          | 5 de julio | 14:45 |

| San Lorenzo           | 3 - 1 | 2 de Mayo           | Gunther Vogel     | 9 de julio  | 17:30 |
| Rubio Ñu              | 1 - 3 | Tacuary             | La Arboleda       | 10 de julio | 10:00 |
| Sportivo Iteño        | 1 - 2 | Sportivo Ameliano   | Salvador Morga    | 10 de julio | 10:00 |
| General Caballero JLM | 4 - 3 | 3 de Febrero        | Ka'arendy         | 10 de julio | 10:00 |
| Deportivo Santaní     | 1 - 3 | Atyrá               | Juan José Vázquez | 10 de julio | 14:30 |
| Guaraní (Trinidad)    | 3 - 5 | Sportivo Trinidense | Los Fundadores    | 11 de julio | 9:00  |
| Deportivo Capiatá     | 3 - 1 | Fulgencio Yegros    | Erico Galeano     | 11 de julio | 10:00 |
| General Díaz          | 1 - 1 | Fernando de la Mora | Adrián Jara       | 11 de julio | 10:00 |
| Independiente CG      | 0 - 1 | Resistencia         | Ricardo Gregor    | 11 de julio | 18:00 |

### Segunda vuelta
| Independiente CG      | 1 - 1 | Deportivo Capiatá   | Ricardo Gregor          | 15 de julio | 18:00 |
| Guaraní (Trinidad)    | 0 - 2 | 2 de Mayo           | Los Fundadores          | 16 de julio | 14:45 |
| San Lorenzo           | 1 - 3 | Fernando de la Mora | Gunther Vogel           | 16 de julio | 17:00 |
| General Díaz          | 1 - 1 | Resistencia         | Adrián Jara             | 17 de julio | 10:00 |
| Deportivo Santaní     | 3 - 1 | Sportivo Trinidense | Juan José Vázquez       | 17 de julio | 10:00 |
| Sportivo Iteño        | 1 - 3 | Tacuary             | Salvador Morga          | 17 de julio | 10:00 |
| General Caballero JLM | 2 - 0 | Sportivo Ameliano   | Ka'arendy               | 17 de julio | 10:00 |
| Fulgencio Yegros      | 0 - 1 | 3 de Febrero        | Parque Fulgencio Yegros | 18 de julio | 10:00 |
| Rubio Ñu              | 0 - 3 | Atyrá               | La Arboleda             | 18 de julio | 10:00 |

| Fernando de la Mora | 3 - 1 | Guaraní (Trinidad)    | Emiliano Ghezzi       | 20 de julio | 10:00 |
| Tacuary             | 3 - 1 | General Caballero JLM | Roque Battilana       | 20 de julio | 14:45 |
| 2 de Mayo           | 2 - 0 | Deportivo Santaní     | Río Parapití          | 21 de julio | 10:00 |
| Atyrá               | 1 - 1 | Sportivo Iteño        | San Francisco de Asís | 21 de julio | 10:00 |
| Resistencia         | 1 - 1 | San Lorenzo           | Tomás Beggan Correa   | 21 de julio | 14:45 |
| Sportivo Trinidense | 2 - 2 | Rubio Ñu              | Martín Torres         | 21 de julio | 14:45 |
| Deportivo Capiatá   | 1 - 1 | 3 de Febrero          | Erico Galeano         | 21 de julio | 15:00 |
| Sportivo Ameliano   | 4 - 0 | Fulgencio Yegros      | Adrián Jara           | 22 de julio | 10:00 |
| Independiente CG    | 1 - 0 | General Díaz          | Ricardo Gregor        | 22 de julio | 10:00 |

| Deportivo Santaní     | 0 - 2 | Fernando de la Mora | Juan José Vázquez       | 24 de julio | 10:00 |
| General Caballero JLM | 1 - 0 | Atyrá               | Ka'arendy               | 24 de julio | 10:00 |
| Sportivo Iteño        | 0 - 2 | Sportivo Trinidense | Salvador Morga          | 25 de julio | 10:00 |
| 3 de Febrero          | 0 - 0 | Sportivo Ameliano   | Antonio Aranda          | 25 de julio | 10:00 |
| General Díaz          | 0 - 1 | Deportivo Capiatá   | Adrián Jara             | 25 de julio | 10:00 |
| Rubio Ñu              | 0 - 2 | 2 de Mayo           | La Arboleda             | 25 de julio | 14:45 |
| Guaraní (Trinidad)    | 0 - 2 | Resistencia         | Los Fundadores          | 25 de julio | 14:45 |
| Fulgencio Yegros      | 0 - 1 | Tacuary             | Parque Fulgencio Yegros | 25 de julio | 14:45 |
| San Lorenzo           | 1 - 2 | Independiente CG    | Gunther Vogel           | 26 de julio | 19:00 |

| Resistencia         | 1 - 1 | Deportivo Santaní     | Tomás Beggan Correa   | 30 de julio | 15:00 |
| Sportivo Trinidense | 1 - 0 | General Caballero JLM | Martín Torres         | 31 de julio | 10:00 |
| General Díaz        | 1 - 0 | San Lorenzo           | Adrián Jara           | 31 de julio | 10:00 |
| Fernando de la Mora | 2 - 2 | Rubio Ñu              | Emiliano Ghezzi       | 1 de agosto | 10:00 |
| Independiente CG    | 0 - 0 | Guaraní (Trinidad)    | Ricardo Gregor        | 1 de agosto | 10:00 |
| Tacuary             | 1 - 4 | 3 de Febrero          | Roque Battilana       | 1 de agosto | 10:00 |
| Atyrá               | 2 - 3 | Fulgencio Yegros      | San Francisco de Asís | 1 de agosto | 10:00 |
| 2 de Mayo           | 1 - 1 | Sportivo Iteño        | Río Parapití          | 1 de agosto | 14:45 |
| Deportivo Capiatá   | 0 - 0 | Sportivo Ameliano     | Erico Galeano         | 2 de agosto | 19:00 |

| Sportivo Ameliano     | 1 - 3 | Tacuary             | Adrián Jara             | 6 de agosto | 15:00 |
| San Lorenzo           | 2 - 1 | Deportivo Capiatá   | Gunther Vogel           | 6 de agosto | 17:00 |
| Rubio Ñu              | 1 - 1 | Resistencia         | La Arboleda             | 7 de agosto | 10:00 |
| Fulgencio Yegros      | 0 - 1 | Sportivo Trinidense | Parque Fulgencio Yegros | 7 de agosto | 10:00 |
| Guaraní (Trinidad)    | 1 - 0 | General Díaz        | Los Fundadores          | 7 de agosto | 14:45 |
| General Caballero JLM | 2 - 1 | 2 de Mayo           | Ka'arendy               | 8 de agosto | 10:00 |
| Deportivo Santaní     | 3 - 1 | Independiente CG    | Juan José Vázquez       | 8 de agosto | 10:00 |
| Sportivo Iteño        | 0 - 0 | Fernando de la Mora | Salvador Morga          | 8 de agosto | 14:45 |
| 3 de Febrero          | 2 - 2 | Atyrá               | Antonio Aranda          | 9 de agosto | 19:00 |

| General Díaz        | 0 - 1 | Deportivo Santaní     | Adrián Jara           | 13 de agosto | 15:00 |
| San Lorenzo         | 1 - 0 | Guaraní (Trinidad)    | Gunther Vogel         | 13 de agosto | 17:00 |
| Fernando de la Mora | 0 - 3 | General Caballero JLM | Emiliano Ghezzi       | 14 de agosto | 10:00 |
| Atyrá               | 1 - 1 | Sportivo Ameliano     | San Francisco de Asís | 14 de agosto | 10:00 |
| Sportivo Trinidense | 2 - 4 | 3 de Febrero          | Martín Torres         | 14 de agosto | 10:00 |
| Resistencia         | 4 - 0 | Sportivo Iteño        | River Plate           | 15 de agosto | 10:00 |
| 2 de Mayo           | 2 - 1 | Fulgencio Yegros      | Río Parapití          | 15 de agosto | 10:00 |
| Deportivo Capiatá   | 1 - 1 | Tacuary               | Erico Galeano         | 16 de agosto | 17:00 |
| Independiente CG    | 1 - 0 | Rubio Ñu              | Ricardo Gregor        | 16 de agosto | 19:00 |

| Fulgencio Yegros      | 0 - 2 | Fernando de la Mora | Parque Fulgencio Yegros | 19 de agosto | 10:00 |
| Sportivo Ameliano     | 0 - 3 | Sportivo Trinidense | River Plate             | 20 de agosto | 19:00 |
| Deportivo Santaní     | 2 - 3 | San Lorenzo         | Juan José Vázquez       | 21 de agosto | 9:00  |
| General Caballero JLM | 2 - 2 | Resistencia         | Ka'arendy               | 21 de agosto | 10:00 |
| Sportivo Iteño        | 2 - 1 | Independiente CG    | Salvador Morga          | 21 de agosto | 14:45 |
| Rubio Ñu              | 3 - 1 | General Díaz        | La Arboleda             | 21 de agosto | 14:45 |
| 3 de Febrero          | 1 - 1 | 2 de Mayo           | Antonio Aranda          | 22 de agosto | 10:00 |
| Tacuary               | 1 - 2 | Atyrá               | Roque Battilana         | 22 de agosto | 14:45 |
| Guaraní (Trinidad)    | 4 - 0 | Deportivo Capiatá   | Los Fundadores          | 22 de agosto | 14:45 |

| Resistencia         | 3 - 0 | Fulgencio Yegros      | River Plate     | 24 de agosto    | 10:00 |
| Independiente CG    | 0 - 1 | General Caballero JLM | Ricardo Gregor  | 25 de agosto    | 10:00 |
| San Lorenzo         | 2 - 0 | Rubio Ñu              | Gunther Vogel   | 25 de agosto    | 10:00 |
| 2 de Mayo           | 1 - 3 | Sportivo Ameliano     | Río Parapití    | 25 de agosto    | 10:00 |
| General Díaz        | 0 - 1 | Sportivo Iteño        | Adrián Jara     | 25 de agosto    | 10:00 |
| Deportivo Capiatá   | 2 - 2 | Atyrá                 | Erico Galeano   | 26 de agosto    | 10:00 |
| Fernando de la Mora | 1 - 0 | 3 de Febrero          | Emiliano Ghezzi | 26 de agosto    | 10:00 |
| Guaraní (Trinidad)  | 0 - 0 | Deportivo Santaní     | Los Fundadores  | 26 de agosto    | 10:00 |
| Sportivo Trinidense | 2 - 2 | Tacuary               | Martín Torres   | 1 de septiembre | 10:00 |

| Fulgencio Yegros      | 0 - 0 | Independiente CG    | Parque Fulgencio Yegros | 28 de agosto | 10:00 |
| Tacuary               | 5 - 1 | 2 de Mayo           | Roque Battilana         | 28 de agosto | 10:00 |
| General Caballero JLM | 0 - 0 | General Díaz        | Ka'arendy               | 29 de agosto | 10:00 |
| Atyrá                 | 0 - 0 | Sportivo Trinidense | San Francisco de Asís   | 29 de agosto | 10:00 |
| Deportivo Santaní     | 1 - 1 | Deportivo Capiatá   | Juan José Vázquez       | 29 de agosto | 14:45 |
| Sportivo Iteño        | 2 - 2 | San Lorenzo         | Salvador Morga          | 29 de agosto | 14:45 |
| 3 de Febrero          | 0 - 0 | Resistencia         | Antonio Aranda          | 29 de agosto | 15:00 |
| Sportivo Ameliano     | 1 - 1 | Fernando de la Mora | Adrián Jara             | 30 de agosto | 14:45 |
| Rubio Ñu              | 0 - 0 | Guaraní (Trinidad)  | La Arboleda             | 30 de agosto | 14:45 |

| San Lorenzo         | 1 - 3 | General Caballero JLM | Gunther Vogel       | 3 de septiembre | 17:00 |
| Fernando de la Mora | 2 - 3 | Tacuary               | Emiliano Ghezzi     | 4 de septiembre | 10:00 |
| Deportivo Santaní   | 1 - 1 | Rubio Ñu              | Juan José Vázquez   | 4 de septiembre | 10:00 |
| General Díaz        | 0 - 4 | Fulgencio Yegros      | Adrián Jara         | 4 de septiembre | 14:45 |
| Guaraní (Trinidad)  | 2 - 1 | Sportivo Iteño        | Los Fundadores      | 5 de septiembre | 09:00 |
| Resistencia         | 2 - 0 | Sportivo Ameliano     | Tomás Beggan Correa | 5 de septiembre | 10:00 |
| Independiente CG    | 1 - 2 | 3 de Febrero          | Ricardo Gregor      | 5 de septiembre | 10:00 |
| 2 de Mayo           | 3 - 0 | Atyrá                 | Río Parapití        | 6 de septiembre | 14:45 |
| Deportivo Capiatá   | 1 - 0 | Sportivo Trinidense   | Erico Galeano       | 6 de septiembre | 15:00 |

| Sportivo Iteño        | 0 - 2 | Deportivo Santaní   | Salvador Morga          | 9 de septiembre  | 10:00 |
| Tacuary               | 0 - 1 | Resistencia         | Roque Battilana         | 10 de septiembre | 15:00 |
| 3 de Febrero          | 4 - 2 | General Díaz        | Antonio Aranda          | 10 de septiembre | 17:00 |
| General Caballero JLM | 2 - 0 | Guaraní (Trinidad)  | Ka'arendy               | 11 de septiembre | 10:00 |
| Sportivo Ameliano     | 1 - 2 | Independiente CG    | Adrián Jara             | 11 de septiembre | 10:00 |
| Rubio Ñu              | 0 - 0 | Deportivo Capiatá   | La Arboleda             | 11 de septiembre | 14:45 |
| Fulgencio Yegros      | 1 - 1 | San Lorenzo         | Parque Fulgencio Yegros | 12 de septiembre | 10:00 |
| Atyrá                 | 2 - 2 | Fernando de la Mora | San Francisco de Asís   | 12 de septiembre | 10:00 |
| Sportivo Trinidense   | 1 - 0 | 2 de Mayo           | Martín Torres           | 12 de septiembre | 14:45 |

| Fernando de la Mora | 2 - 2 | Sportivo Trinidense   | Emiliano Ghezzi   | 17 de septiembre | 10:00 |
| Independiente CG    | 0 - 2 | Tacuary               | Ricardo Gregor    | 17 de septiembre | 14:45 |
| Rubio Ñu            | 0 - 0 | Sportivo Iteño        | La Arboleda       | 18 de septiembre | 10:00 |
| General Díaz        | 0 - 2 | Sportivo Ameliano     | Adrián Jara       | 18 de septiembre | 10:00 |
| Resistencia         | 2 - 1 | Atyrá                 | River Plate       | 19 de septiembre | 10:00 |
| Deportivo Capiatá   | 0 - 0 | 2 de Mayo             | Erico Galeano     | 19 de septiembre | 10:00 |
| Guaraní (Trinidad)  | 1 - 0 | Fulgencio Yegros      | Los Fundadores    | 19 de septiembre | 15:00 |
| Deportivo Santaní   | 0 - 0 | General Caballero JLM | Juan José Vázquez | 20 de septiembre | 15:00 |
| San Lorenzo         | 0 - 1 | 3 de Febrero          | Gunther Vogel     | 20 de septiembre | 18:00 |

| Sportivo Trinidense       | 1 - 0 | Resistencia         | Martín Torres           | 24 de septiembre | 09:00 |
| 3 de Febrero              | 1 - 1 | Guaraní (Trinidad)  | Antonio Aranda          | 24 de septiembre | 19:00 |
| Sportivo Ameliano         | 3 - 0 | San Lorenzo         | Adrián Jara             | 25 de septiembre | 10:00 |
| Atyrá                     | 2 - 1 | Independiente CG    | San Francisco de Asís   | 25 de septiembre | 10:00 |
| Sportivo Iteño            | 3 - 0 | Deportivo Capiatá   | Salvador Morga          | 26 de septiembre | 10:00 |
| Fulgencio Yegros          | 2 - 1 | Deportivo Santaní   | Parque Fulgencio Yegros | 26 de septiembre | 10:00 |
| 2 de Mayo                 | 0 - 0 | Fernando de la Mora | Río Parapití            | 26 de septiembre | 14:45 |
| Tacuary                   | 1 - 0 | General Díaz        | Roque Battilana         | 27 de septiembre | 10:00 |
| General Caballero JLM (C) | 4 - 1 | Rubio Ñu            | Ka'arendy               | 27 de septiembre | 14:45 |

| General Díaz       | 3 - 1 | Atyrá                 | Adrián Jara       | 1 de octubre | 9:30  |
| Guaraní (Trinidad) | 0 - 0 | Sportivo Ameliano     | Los Fundadores    | 1 de octubre | 14:45 |
| Resistencia        | 2 - 1 | 2 de Mayo             | River Plate       | 1 de octubre | 17:00 |
| Independiente CG   | 0 - 0 | Sportivo Trinidense   | Ricardo Gregor    | 2 de octubre | 9:30  |
| Deportivo Capiatá  | 1 - 0 | Fernando de la Mora   | Erico Galeano     | 2 de octubre | 9:30  |
| Sportivo Iteño     | 2 - 4 | General Caballero JLM | Salvador Morga    | 3 de octubre | 9:30  |
| Deportivo Santaní  | 2 - 0 | 3 de Febrero          | Juan José Vázquez | 3 de octubre | 10:00 |
| Rubio Ñu           | 2 - 1 | Fulgencio Yegros      | La Arboleda       | 4 de octubre | 16:00 |
| San Lorenzo        | 2 - 2 | Tacuary               | Gunther Vogel     | 4 de octubre | 19:00 |

| General Caballero JLM | 0 - 1 | Deportivo Capiatá  | Ka'arendy               | 8 de octubre  | 9:30  |
| Fulgencio Yegros      | 0 - 1 | Sportivo Iteño     | Parque Fulgencio Yegros | 8 de octubre  | 9:30  |
| Sportivo Ameliano     | 2 - 0 | Deportivo Santaní  | Adrián Jara             | 8 de octubre  | 9:30  |
| Tacuary               | 3 - 2 | Guaraní (Trinidad) | Adrián Jara             | 9 de octubre  | 9:30  |
| 3 de Febrero          | 2 - 1 | Rubio Ñu           | Antonio Aranda          | 9 de octubre  | 9:30  |
| Fernando de la Mora   | 0 - 1 | Resistencia        | Emiliano Ghezzi         | 9 de octubre  | 9:30  |
| 2 de Mayo             | 0 - 2 | Independiente CG   | Río Parapití            | 9 de octubre  | 9:30  |
| Sportivo Trinidense   | 3 - 1 | General Díaz       | Martín Torres           | 11 de octubre | 14:45 |
| Atyrá                 | 1 - 2 | San Lorenzo        | San Francisco de Asís   | 11 de octubre | 14:45 |

| General Díaz          | 3 - 1 | 2 de Mayo           | Adrián Jara       | 15 de octubre | 14:45 |
| Independiente CG      | 2 - 1 | Fernando de la Mora | Ricardo Gregor    | 15 de octubre | 19:00 |
| General Caballero JLM | 2 - 0 | Fulgencio Yegros    | Ka'arendy         | 16 de octubre | 9:30  |
| Deportivo Capiatá     | 0 - 4 | Resistencia         | Erico Galeano     | 17 de octubre | 9:30  |
| Deportivo Santaní     | 1 - 1 | Tacuary             | Juan José Vázquez | 17 de octubre | 9:30  |
| Rubio Ñu              | 0 - 1 | Sportivo Ameliano   | La Arboleda       | 17 de octubre | 9:30  |
| Guaraní (Trinidad)    | 1 - 0 | Atyrá               | Los Fundadores    | 17 de octubre | 9:30  |
| Sportivo Iteño        | 0 - 0 | 3 de Febrero        | Salvador Morga    | 17 de octubre | 9:30  |
| San Lorenzo           | 5 - 1 | Sportivo Trinidense | Gunther Vogel     | 18 de octubre | 9:30  |

| Fernando de la Mora | 2 - 0 | General Díaz          | Emiliano Ghezzi         | 20 de octubre | 16:00 |
| Sportivo Trinidense | 2 - 1 | Guaraní (Trinidad)    | Martín Torres           | 21 de octubre | 15:30 |
| 3 de Febrero        | 1 - 4 | General Caballero JLM | Antonio Aranda          | 22 de octubre | 17:00 |
| Fulgencio Yegros    | 1 - 2 | Deportivo Capiatá     | Parque Fulgencio Yegros | 25 de octubre | 9:30  |
| Atyrá               | 0 - 2 | Deportivo Santaní     | San Francisco de Asís   | 25 de octubre | 9:30  |
| Sportivo Ameliano   | 3 - 0 | Sportivo Iteño        | La Arboleda             | 26 de octubre | 15:30 |
| Tacuary             | 4 - 0 | Rubio Ñu              | Emiliano Ghezzi         | 26 de octubre | 15:30 |
| 2 de Mayo           | 1 - 8 | San Lorenzo           | Río Parapití            | 26 de octubre | 15:30 |
| Resistencia         | 0 - 0 | Independiente CG      | Tomás Beggan Correa     | 26 de octubre | 15:30 |

## Campeón
| General Caballero JLM 1.er título |

## Puntaje promedio
El promedio de puntos de un club es el cociente que se obtiene de la división de su puntaje acumulado en las últimas tres temporadas en la división, entre la cantidad de partidos que haya jugado durante dicho período. Este determina, al final de la temporada, el descenso de los equipos que acaben en los tres últimos lugares de la tabla. Clubes de Asunción o de ciudades que se encuentren a menos de 50 km de la capital descienden a la Primera División B. En tanto que equipos del resto del país descienden a la Primera División B Nacional. Para esta temporada se promediarán los puntajes acumulados de la temporada 2018, 2019, además de los puntos de la presente. En caso de empate de cociente para determinar a los equipos por descender, si el empate se da entre dos clubes se juega partido extra, si el empate es entre más de dos clubes se tiene en cuenta la diferencia de gol en primera instancia, luego goles a favor para determinar a los descendidos.
- Actualizado el 26 de octubre de 2021.

| Pos. | Club                    | Prom. | PT  | PJ | 2018 | 2019 | 2021 |
| ---- | ----------------------- | ----- | --- | -- | ---- | ---- | ---- |
| 1.°  | General Caballero (JLM) | 1.781 | 114 | 64 | −    | 41   | 73   |
| 2.°  | Tacuary                 | 1.676 | 57  | 34 | −    | −    | 57   |
| 3.°  | Sportivo Ameliano       | 1.647 | 56  | 34 | −    | −    | 56   |
| 4.°  | Sportivo San Lorenzo    | 1.559 | 53  | 34 | -    | −    | 53   |
| 5.°  | Resistencia             | 1.553 | 146 | 94 | 40   | 45   | 61   |
| 6.°  | Fernando de la Mora     | 1.489 | 140 | 94 | 51   | 43   | 45   |
| 7.°  | Sportivo 2 de Mayo      | 1.457 | 137 | 94 | 46   | 55   | 36   |
| 8.°  | Independiente (CG)      | 1.438 | 92  | 64 | −    | 41   | 51   |
| 9.°  | Atyrá                   | 1.438 | 92  | 64 | −    | 49   | 43   |
| 10.° | Sportivo Trinidense     | 1.383 | 130 | 94 | 38   | 40   | 52   |
| 11.° | Atlético 3 de Febrero   | 1.359 | 87  | 64 | −    | 39   | 48   |
| 12.° | Rubio Ñu                | 1.255 | 118 | 94 | 44   | 35   | 39   |
| 13.° | Guaraní (Trinidad)      | 1.206 | 41  | 34 | −    | −    | 41   |
| 14.° | Deportivo Santaní       | 1.206 | 41  | 34 | −    | −    | 41   |
| 15.° | Sportivo Iteño          | 1.160 | 109 | 94 | 34   | 36   | 39   |
| 16.° | Deportivo Capiatá       | 1.147 | 39  | 34 | −    | −    | 39   |
| 17.° | Fulgencio Yegros        | 0.915 | 86  | 94 | 41   | 24   | 21   |
| 18.° | General Díaz            | 0.706 | 24  | 34 | −    | −    | 24   |

 Pos=Posición; Prom=Promedio; PT=Puntaje total; PJ=Partidos jugados
|  | Descendidos a Primera División B Nacional |
|  | Descendidos a Primera División B          |

## Promoción
Sportivo Ameliano, cuarto en la clasificación de la Segunda División, disputó una serie a partidos de ida y vuelta contra  Sportivo Luqueño, noveno de la tabla de promedios de Primera División.
| Ida; 7 de diciembre, 19:30 (UTC-3) | Sportivo Ameliano           | 3:2 (1:1) | Sportivo Luqueño      | Estadio Defensores del Chaco, Asunción         |                                                |
|                                    | Giménez 20', 72' · Arce 64' | Reporte   | Ortíz 17' · Palau 77' | Árbitro(s): Carlos Benítez VAR: Fernando López | Árbitro(s): Carlos Benítez VAR: Fernando López |

| Vuelta; 11 de diciembre, 19:30 (UTC-3) | Sportivo Luqueño | 1:1 (0:1) (Global 3:4) | Sportivo Ameliano | Estadio Defensores del Chaco, Asunción             |                                                    |
|                                        | Castro 78'       | Reporte                | Giménez 43'       | Árbitro(s): Alipio Colmán VAR: Mario Díaz de Vivar | Árbitro(s): Alipio Colmán VAR: Mario Díaz de Vivar |

## Goleadores
| Pos. | Jugador              | Club                       | Goles |
| ---- | -------------------- | -------------------------- | ----- |
| 1    | Alex Arce            | Club Sportivo Ameliano     | 24    |
| 2    | Digno González       | Club Atlético 3 de Febrero | 22    |
| 3    | Gustavo Aguilar      | Tacuary Football Club      | 20    |
| 4    | Jorge Sanguina       | Atyrá Fútbol Club          | 14    |
| 5    | Santiago Salcedo     | Club Sportivo San Lorenzo  | 14    |
| 6    | Marcelo Ferreira     | Independiente CG           | 14    |
| 7    | Teodoro Arce         | Club General Caballero JLM | 11    |
| 8    | Antonio Oviedo       | Club Rubio Ñu              | 11    |
| 9    | Ronald Roa           | Club Deportivo Capiatá     | 10    |
| 10   | Edgar Villalba       | Club Deportivo Santaní     | 10    |
| 11   | Adrián Alcaraz       | Club Fernando de la Mora   | 10    |
| 12   | Sergio Daniel Dietze | Club Guaraní (Trinidad)    | 10    |
| 13   | Gustavo Legal        | Club Sportivo Trinidense   | 10    |
| 14   | Osmar Leguizamón     | Club Sportivo 2 de Mayo    | 9     |
| 15   | Clementino González  | Club General Caballero JLM | 9     |